# Ноланские амфоры

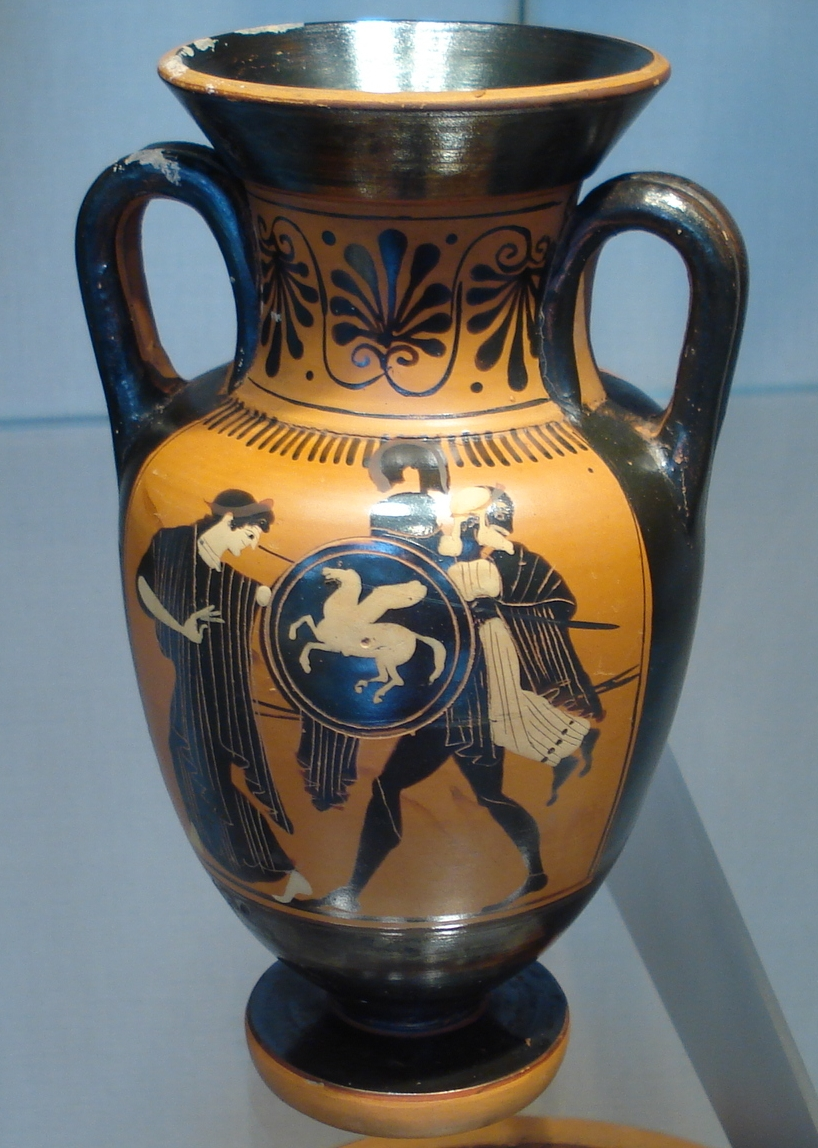
Ноланская амфора: Эней несет на спине своего отца Анхиса, сцена Падения Трои, около 500 до н. э., Метрополитен-музей

Ноланские амфоры — особый тип малых, так называемых «шейных амфор».
В среднем высота ноланской амфоры не превышала 12 дюймов. Шея ноланской амфоры была более высокой и узкой по сравнению с обычной шейной амфорой. Ноланские амфоры имели ручки и основание в форме диска.
Ноланские амфоры изготавливались только в ограниченный период времени примерно между 500 и 400 годами до н. э. Своё название этот тип ваз получил по городу Нола на юге Италии, поскольку во время его раскопок было найдено множество амфор этой формы. Позже Ноланские амфоры были найдены и в соседнем с Нолой городе Капуа. Исследователи склоняются к выводу, что Ноланские амфоры были весьма популярны среди широких слоев населения двух городов. Очевидно, что именно эта форма вазы была очень популярна в этой местности.
Для первых вазописцев краснофигурного стиля, начиная примерно с 490 до н. э., изготовление Ноланских амфор было одним из показательных индикаторов мастерства.